# Mistrató
Mistrató – miasto w Kolumbii, w departamencie Risaralda.